# Air Finland

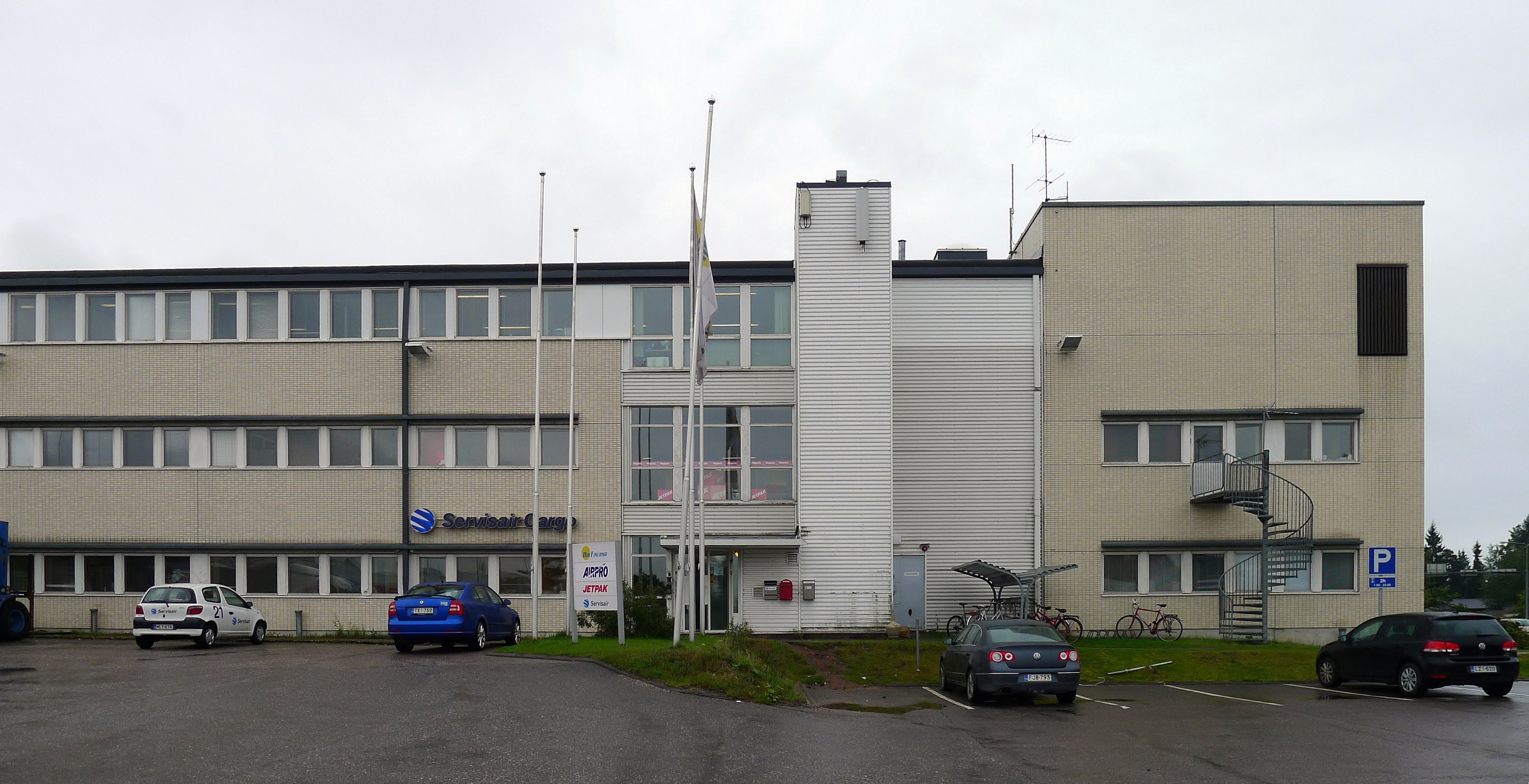
Air Finlands huvudkontor

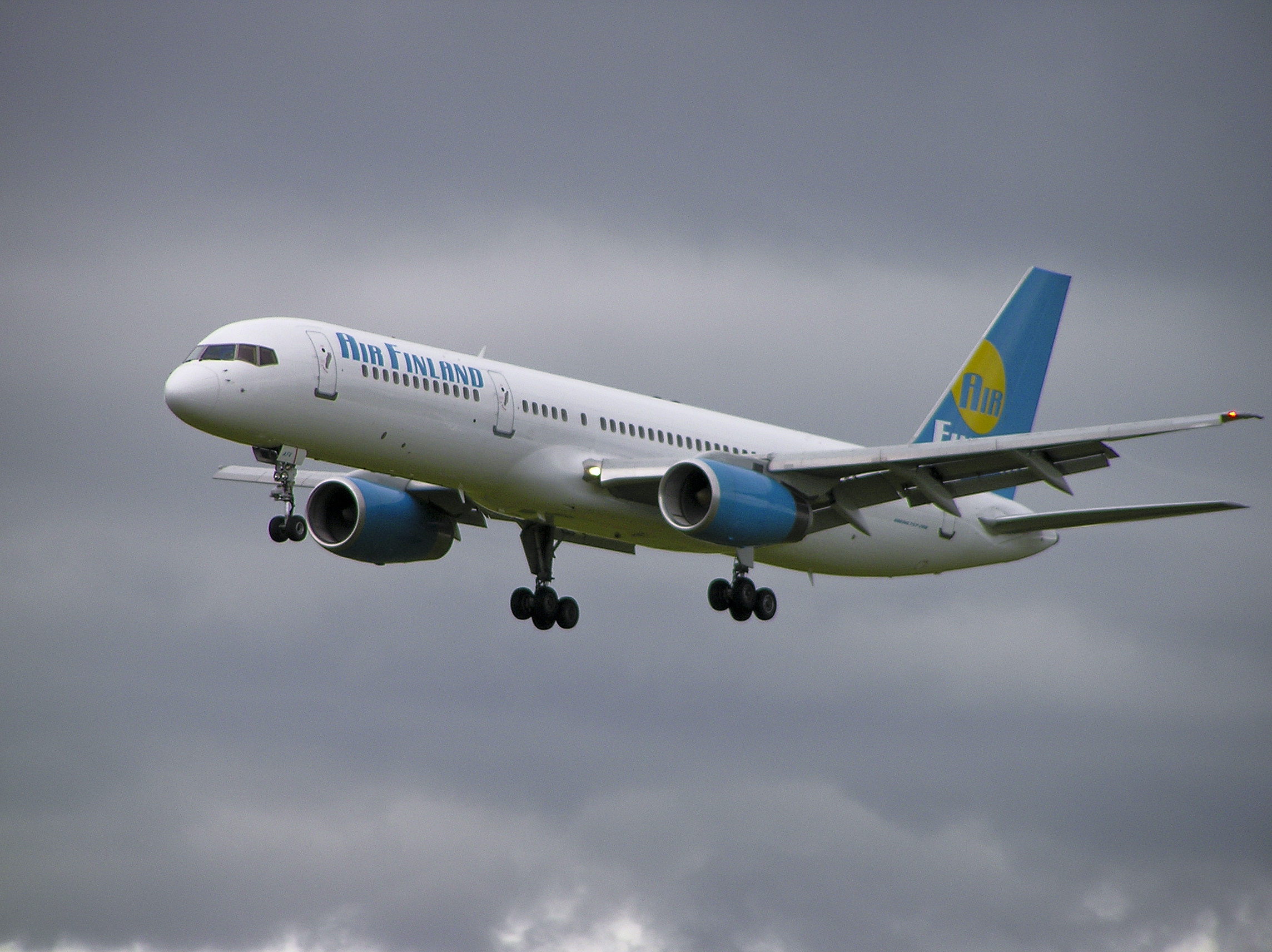
En Boeing 757-28A som flygs av Air Finland.

Oy Air Finland Ltd var ett finländskt semesterreseflygbolag som grundades i januari 2002. Bolaget ägdes av åtta finländska flyg-, finansierings- och resebranschexperter. Oy Air Finland Ltd påbörjade sina flygningar den 3 april 2003. Den 26 juni 2012 meddelade bolaget att samtliga flyg ställs in och att företaget går i konkurs.

## Flygflotta
Flygbolaget flög med tre stycken 219-sitsiga flygplan av typen Boeing 757-200. Den plantypen är överlag mycket populär och använd på charterflyg.
- Boeing 757-200 (OH-AFI) – Till Air Finland i februari 2003.
- Boeing 757-200 (OH-AFJ) – Till Air Finland i september 2003.
- Boeing 757-200 (OH-AFK) – Till Air Finland i juni 2004.
- Boeing 757-200 (OH-AFL) – Till Air Finland i mars 2011.
- Boeing 757-200 (OH-AFM) – Till Air Finland i februari 2012.

## Destinationer
Reguljärflyg från Helsingfors:
- Egypten
  - Hurghada
- Grekland
  - Chania, Kreta
- Portugal
  - Funchal, Madeira
- Spanien
  - Alicante
  - Las Palmas, Gran Canaria
  - Malaga
  - Teneriffa

Charterdestinationer
- Egypten
  - Hurghada
  - Sharm el Sheikh
- Gambia
  - Banjul
- Indien
  - Goa
- Portugal
  - Funchal, Madeira
- Spanien, Kanarieöarna
  - Arrecife, Lanzarote
  - La Palma
  - Las Palmas, Gran Canaria
- Thailand
  - Bangkok
  - Krabi
  - Phuket